# Pterostigma

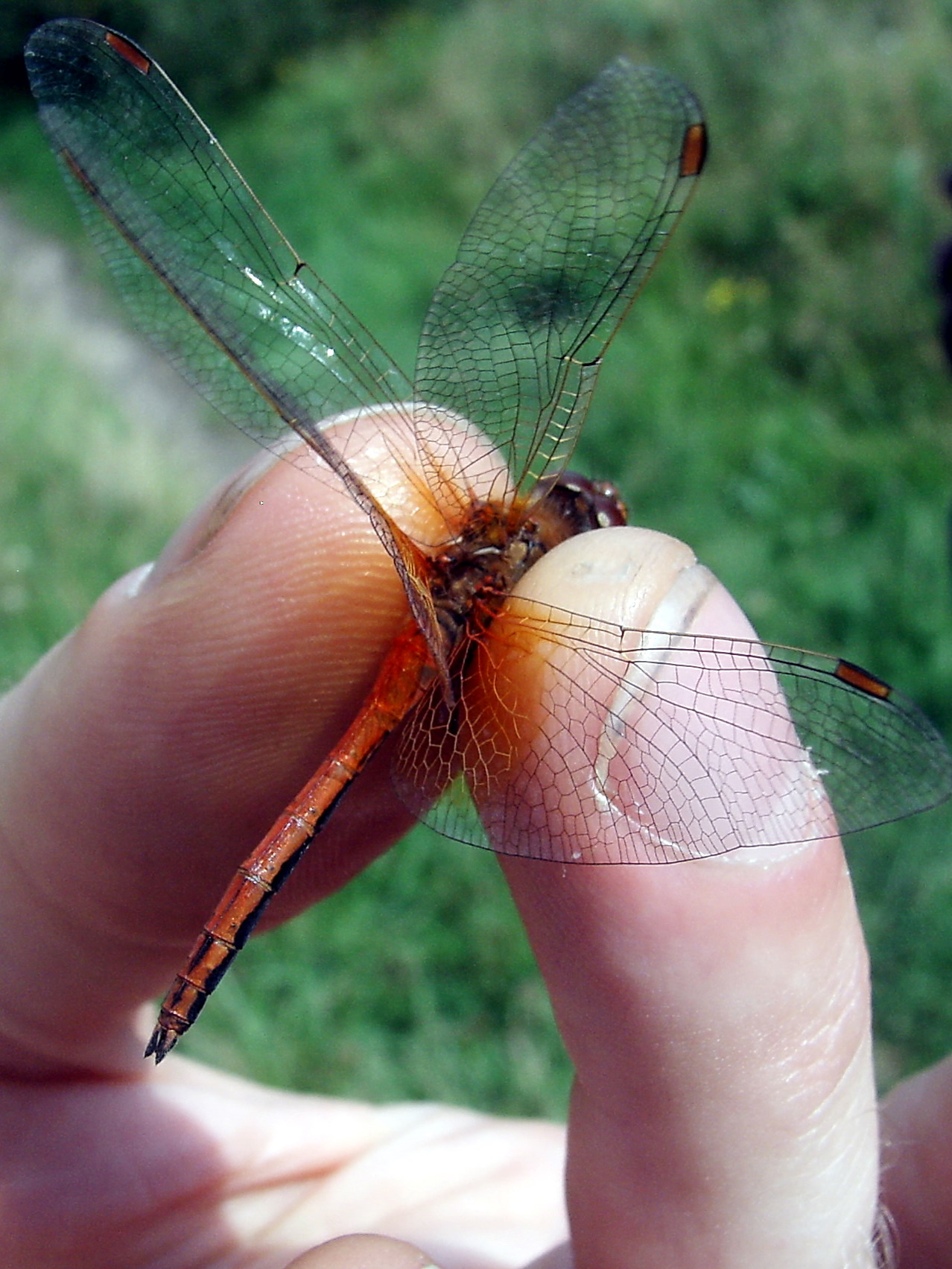
Geelvlekheidelibel met duidelijk zichtbare rode pterostigmata.

Het pterostigma (meervoud: pterostigmata) is een verdikt en opvallend gekleurd vlekje in de vleugel van een insect dat bestaat uit een of meer vleugelcellen.
(Grieks: πτερο (ptero) = vleugel en στίγμα (stigma) = (brand)merk).
Bij de libellen (Odonata) zijn pterostigmata aanwezig op beide paren vleugels en dikwijls zeer opvallend. De plaats van het pterostigma, de grootte en de kleur zijn vaak soortspecifiek en kunnen dus als determinatiekenmerk gebruikt worden.
Het pterostigma is wat dikker en zwaarder dan de overige vleugelcellen. Doordat het wat zwaarder is, voorkomt het dat bij een glijvlucht de vleugel gaat trillen.
Zie ook: vleugelcel